# Риццо, Джулио-Эмануэле
Джулио-Эмануэле Риццо (итал. Giulio Emanuele Rizzo, 25 мая 1865, Мелилли — 1 февраля 1950, Рим) — итальянский археолог и нумизмат.

## Биография
Окончил гимназию в Катании.
В 1900 году принят на работу в археологический музей Неаполя, а в 1901 году переведён в Национальный музей Рима.
Профессор Туринского университета, а затем — Неаполитанского университета и Римского университета Ла Сапиенца.

## Избранная библиография
- Il sarcofago di Torre Nova. — Roma, 1913;
- Monete greche della Sicilia. — Roma, 1946;
- Saggi preliminari su l’arte nelle moneta Sicilia greca. — Roma, 1930;
- Nuovi studs archeologici su le monete greche de la Sicilia. — Roma, 1939.